# Пакин, Иван Борисович
Иван Борисович Пакин (род. 18 мая 1991 года, Кулебаки) — российский легкоатлет, специализирующийся в прыжках в длину и тройным. Чемпион летних Сурдлимпийских игр 2017.

## Биография
Родился 18 мая 1991 года в г. Кулебаки, Нижегородская область.
Тренируется под руководством Нины Алексеевной Капустиной. В 2007 году впервые принял участие в соревнованиях для инвалидов по слуху, проходивших в Саранске. В 2010 году был приглашён в состав Сурдлимпийской сборной России. В дальнейшем был неоднократным победителем и призёром чемпионатов России среди глухих спортсменов.
В 2013 году на Сурдлимпийских играх в Софии завоевал серебряную медаль в прыжках в длину. За это достижение ему было присвоено звание «Заслуженный мастер спорта России».
В 2014 году окончил Чебоксарское училище олимпийского резерва.
В 2017 году на Сурдлимпийских играх в Самсуне победил в тройном прыжке и стал серебряным призёром в прыжках в длину.
В 2018 году окончил факультет очного обучения Поволжской государственной академии физической культуры по специальности «физическая культура». В 2020 году получил второе высшее образование.
Также неоднократно становился победителем и призёром чемпионатов мира и Европы.

## Награды
- Почётное звание «Заслуженный мастер спорта России»[5].